# Sphaeropogonia miniatula
Sphaeropogonia miniatula är en insektsart som beskrevs av Jacobi 1905. Sphaeropogonia miniatula ingår i släktet Sphaeropogonia och familjen dvärgstritar. Inga underarter finns listade i Catalogue of Life.